# MMSKコーポレーション
MMSKコーポレーションは韓国・ソウル特別市江南区に存在した韓国国内における三菱自動車の車両を取り扱う販売会社である。

## 概要
近年、輸入車市場の拡大が著しい韓国において三菱自動車の主力車種を相次いで投入し、ユーザーの多様化するニーズに応えながら三菱ブランドの確立と浸透を図っていくことを目的に日本の三菱商事、韓国・ソウルに本拠地を置く韓国三菱商事、韓国・仁川に本拠地を置く大宇自動車販売の3社が手を組み2008年3月に設立された日韓の合弁企業であり、韓国国内における三菱車の販売とサービス、そして流通事業を展開していたが、2011年、経営悪化を理由に清算された。
しかし2012年3月、韓進グループの創業者の甥が2011年末に設立したCXCモータースと販売契約を締結したため、再び韓国国内で三菱車が販売されることとなった。尚、その締結時には三菱自動車の社長・益子修(当時)も駆けつけている。

## 取り扱い車種
販売は2008年10月から開始され、2011年1月現在の取り扱い車種は以下。すべて日本からの輸入となる。
- ランサーエボリューション（랜서 에볼루션、日本名：ランサーエボリュ-ションⅩ）
- ランサー（랜서、日本名：ギャランフォルティス）
- アウトランダー（아웃랜더、3.0Lと2.4L）
- パジェロ（파제로）

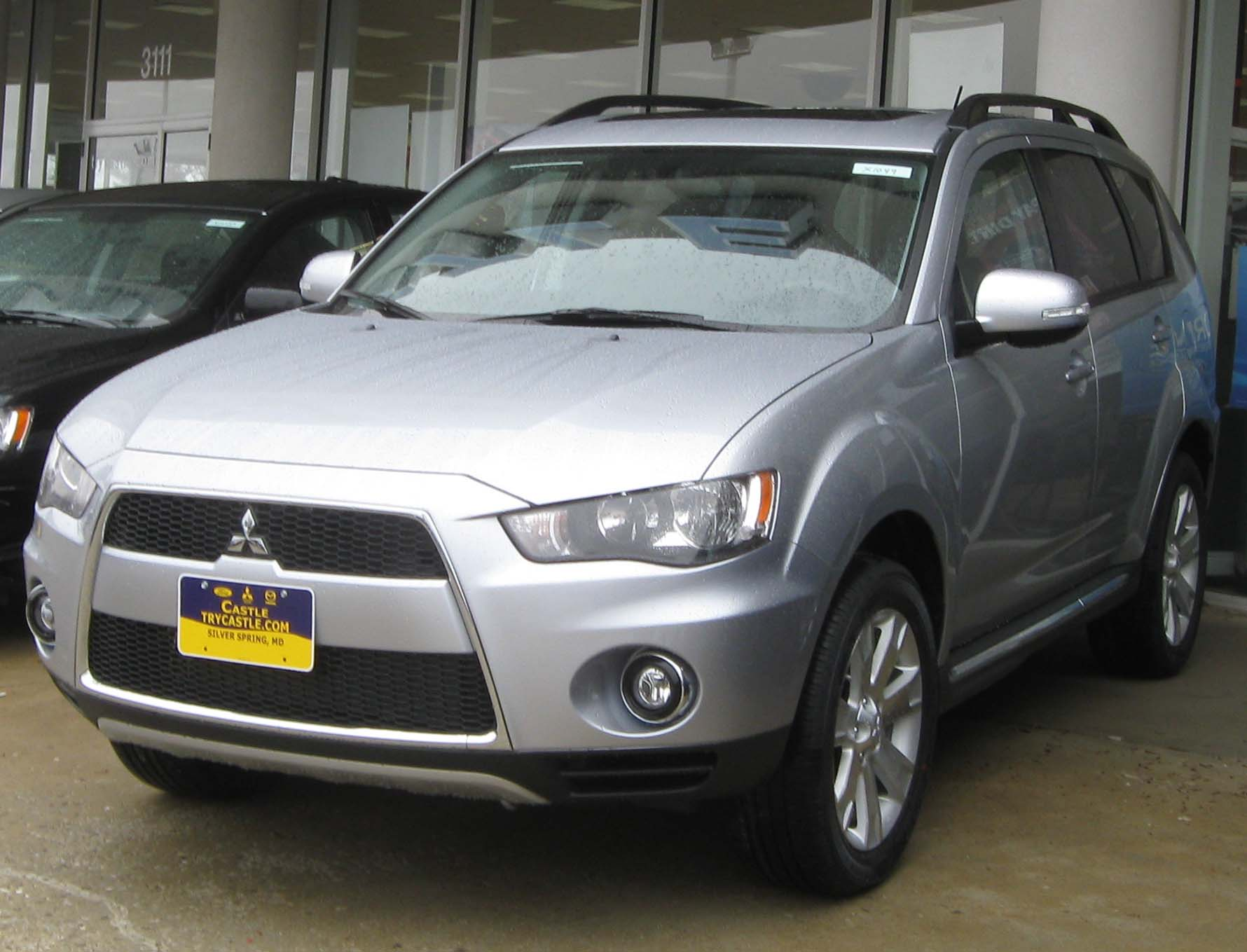
アウトランダー

## その他
三菱自動車はかつて、技術供与を目的に1973年にヒュンダイと提携して以来、韓国とは長い関係があった。デボネア（2代目・3代目。現地名ヒュンダイ・グレンジャー）やプラウディアおよびディグニティ（現地名ヒュンダイ・エクウス）などの車は、ある種その集大成ともいえるだろう。
しかしその後、ヒュンダイが大手自動車メーカーとして独り立ちした現在では、ワールドエンジンなどごく一部を除き三菱との関係はほぼ皆無に等しい。

2009年7月17日には韓国未発売のi-MiEVがMMSK本社で披露された。